# اومنونکور
اومنونکور (به فرانسوی: Auménancourt) یک کمون در فرانسه است که در مارن (شهر) واقع شده‌است. اومنونکور ۱۲٫۸۲ کیلومتر مربع مساحت دارد ۷۶ متر بالاتر از سطح دریا واقع شده‌است.